# USS Wasp (LHD-1)
USS Wasp (LHD-1) är ett amfibiefartyg/landstigningsfartyg av Wasp-klass som tillhör den amerikanska flottan. Hon är det tionde amerikanska fartyget som bär namnet sedan 1775. Hon byggdes av Ingalls Shipbuilding i Pascagoula, Mississippi. Wasp och hennes systerfartyg är de första som är särskilt utformade för att rymma den nya Landing Craft Air Cushion-svävaren (LCAC) för snabb landstigning av trupper till stranden, och Harrier II (AV-8B) attackflygplan med VTOL-förmåga. Hon kan också ta emot, och basera, alla helikoptrar från flottan och marinkåren; tiltrotorflygplanet MV-22 Osprey, VTOL enhetsflygplanet F-35B Lightning II, konventionella landstigningsfartyg och amfibiefordon.

## Specifikationer
För att utföra sitt huvuduppdrag som amfibiefartyg har Wasp ett stödsystem som synkroniserar det samtidiga horisontella och vertikala flödet av trupper, last och fordon i hela fartyget. Två flygplanshissar betjänar hangarrummet och flygdäcket. Sex lasthissar, vardera 4 x 8 meter, används för att transportera material och förnödenheter från de 3 000 kubikmeter stora lastutrymmena i hela fartyget till uppställningsplatser på flygdäcket, hangarrummet och fordonsförrådet. Lasten kan överföras till väntande landstigningsbåtar som är dockade på fartygets 81 meter långa och 1 100 m² stora welldäck. Helikoptrar i hangarrummet eller på flygdäck lastas med gaffeltruck.

### Medicinska faciliteter

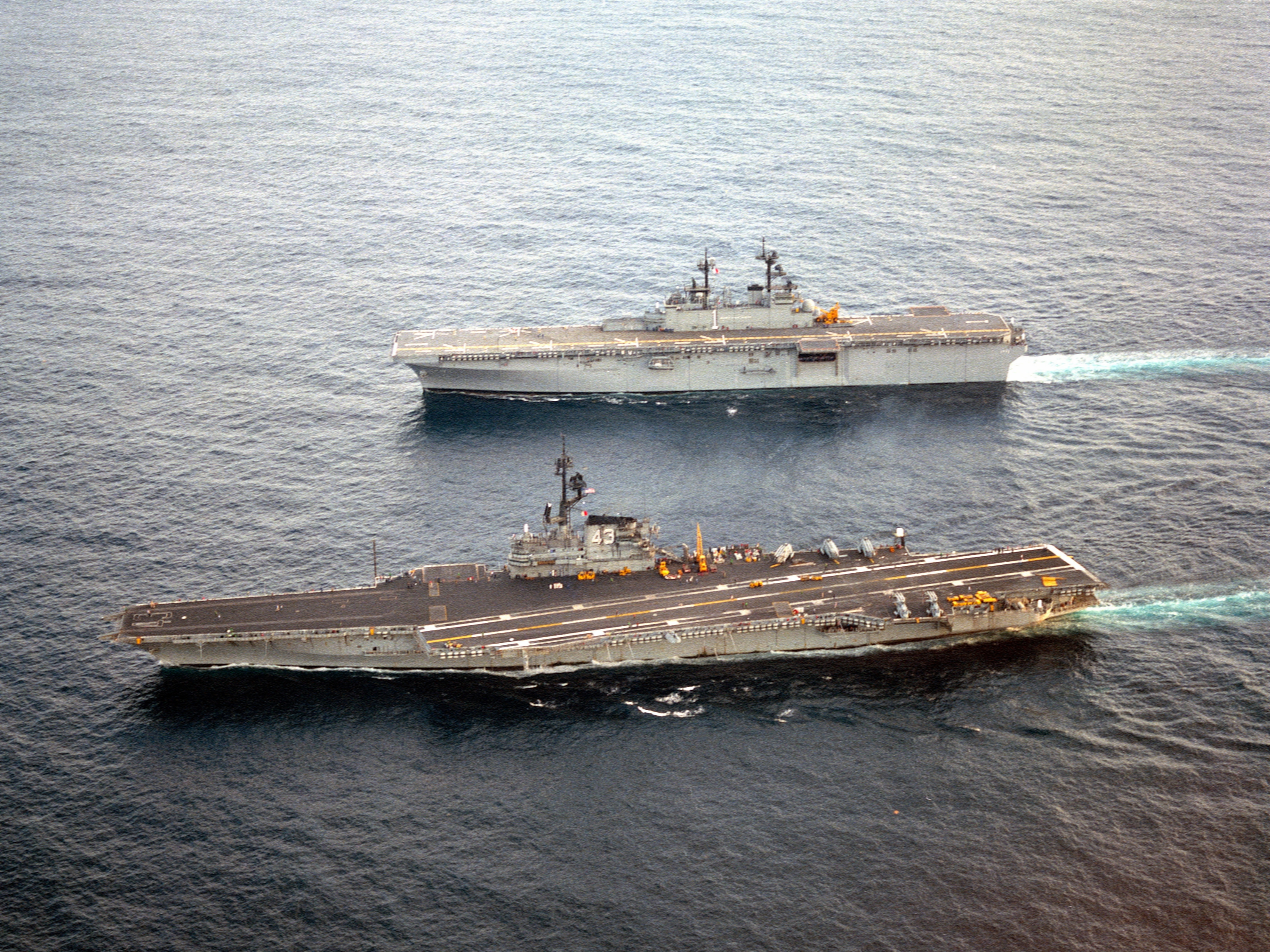
Wasp tillsammans med hangarfartyget Coral Sea i september 1989

Wasp har medicinska anläggningar som kan ge intensiv medicinsk hjälp till 600 skadade, en förmåga som kan användas under humanitära uppdrag. Fartygets sjukvårdare tillhandahåller också rutinmässig medicinsk/tandvård till besättningen och den ombordvarande personalen. De viktigaste medicinska faciliteterna omfattar fyra huvud- och två akutoperationsrum, fyra tandläkaroperationsrum, röntgenrum, en blodbank, laboratorier och patientavdelningar. Dessutom finns det ett område för insamling av skadade på flygdäck samt medicinska hissar som snabbt förflyttar skadade från flygdäcket och welldäcket.

### Maskineri
Wasps framdrivningssystem har en kapacitet på 70 000 axelhästkrafter (52 MW), vilket ger fartyget en hastighet på över 22 knop (41 km/h). Konstruktionen av fartyget krävde mer än 21 000 ton stål, 400 ton aluminium, 640 km elektriska kablar, 130 km rörledningar av olika typer och storlekar och 16 km ventilationskanaler. Wasps vikt var cirka 27 000 ton när fartyget flyttades till Ingalls flytande torrdocka den 30 juli 1987 för sjösättning den 4 augusti 1987 och blev då det största mänskligt tillverkade föremålet som rullats över land. År 1996 utrustades fartyget med det avancerade stridsledningssystemet ACDS (Advanced Combat Direction System).

## Tjänstgöring

### 1990-talet
Den 20 juni 1991 lämnade Wasp sin hemmahamn för sin första insats, en sex månader lång utplacering i Medelhavet. I februari 1993 deltog hon i FN:s uppdrag Unified Task Force i Somalia. General Colin Powell, USA:s försvarschef, landade på fartyget i april för att diskutera de militära operationerna som ägde rum i och omkring Mogadishu. Därefter deltog hon i ett annat uppdrag utanför Kuwaits kust. Senare gjorde hon stopp i Toulon, Frankrike, och Rota, Spanien, på väg till sin hemmahamn i Norfolk, Virginia.

### 2000-talet
Med undantag för de insatser som anges nedan var Wasp mellan 2004 och 2012 inte utplacerad så ofta eller så länge som andra amfibiefartyg, eftersom hon var avsedd för testning av Joint Strike Fighter F-35B Lightning II och hölls nära USA så mycket som möjligt.
Operation Enduring Freedom, Operation Iraqi Freedom

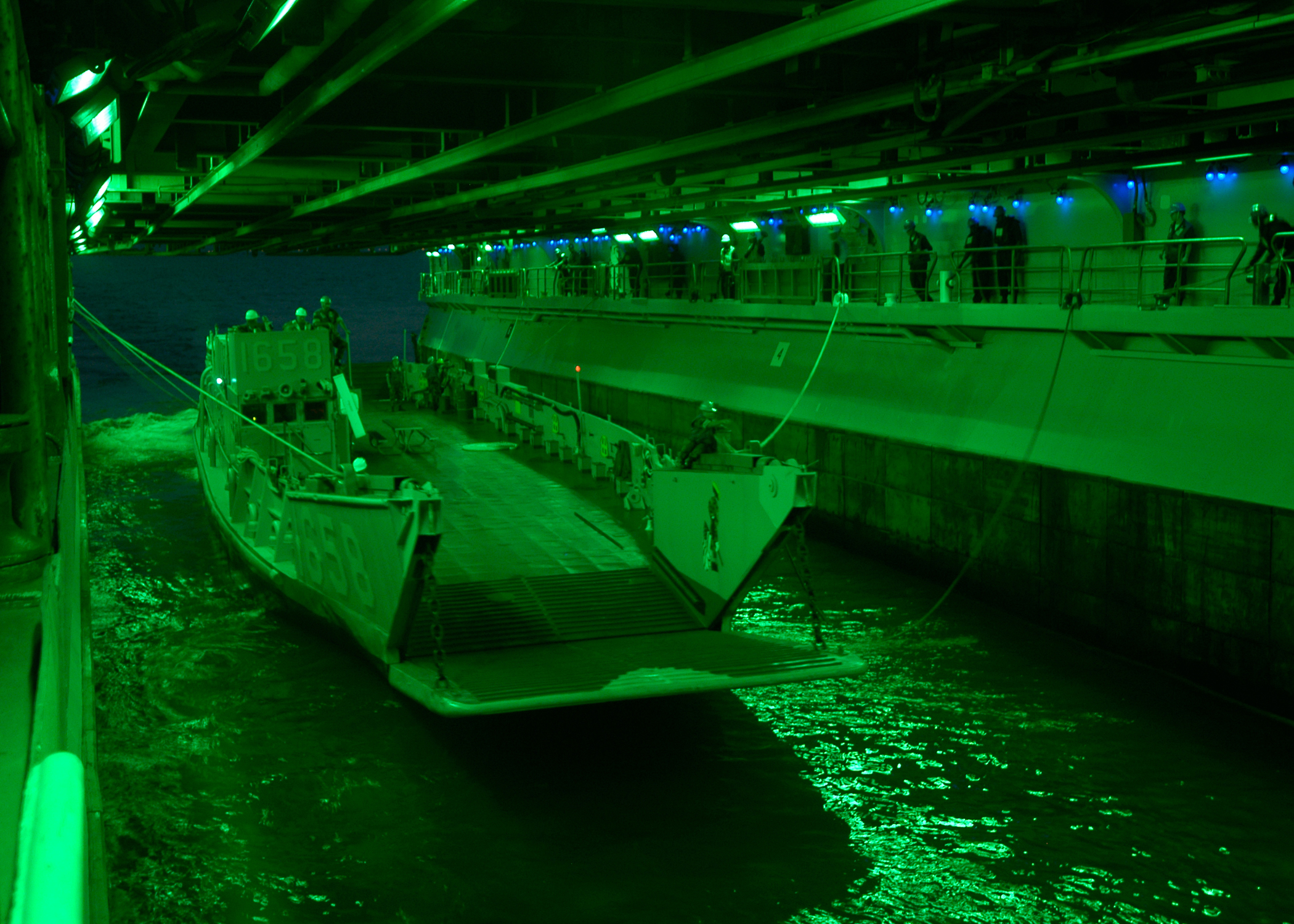
En Landing Craft Utility landstigningsbåt på Wasps öppna welldäck

I februari 2004 fick Wasp i uppdrag att transportera marinsoldater från 1/6 marinregementet och tiltrotorskvadronen HMM-266 till Afghanistan. De anlände i slutet av mars för att lasta av marinsoldaterna och återvände sedan till USA för att hämta fler marinsoldater från HMH-461-skvadronen och transportera dem till Djibouti. Efter att ha lastat av HMH-461 i Djibouti hämtade de marinsoldater från HMM-266 från Kuwait i augusti 2004 och återvände till Norfolk, Virginia i mitten av september 2004.
Wasp var det första fartyget att bära det nya tiltrotorflygplanet V-22 Osprey, vilket skedde i oktober 2007 genom att transportera VMM-263:s tio MV-22B Ospreys till Irak för att delta i Operation Iraqi Freedom. Wasp fungerade också som plattform för programmets första sjötester i december 1990, med den tredje och fjärde Osprey-prototypen.

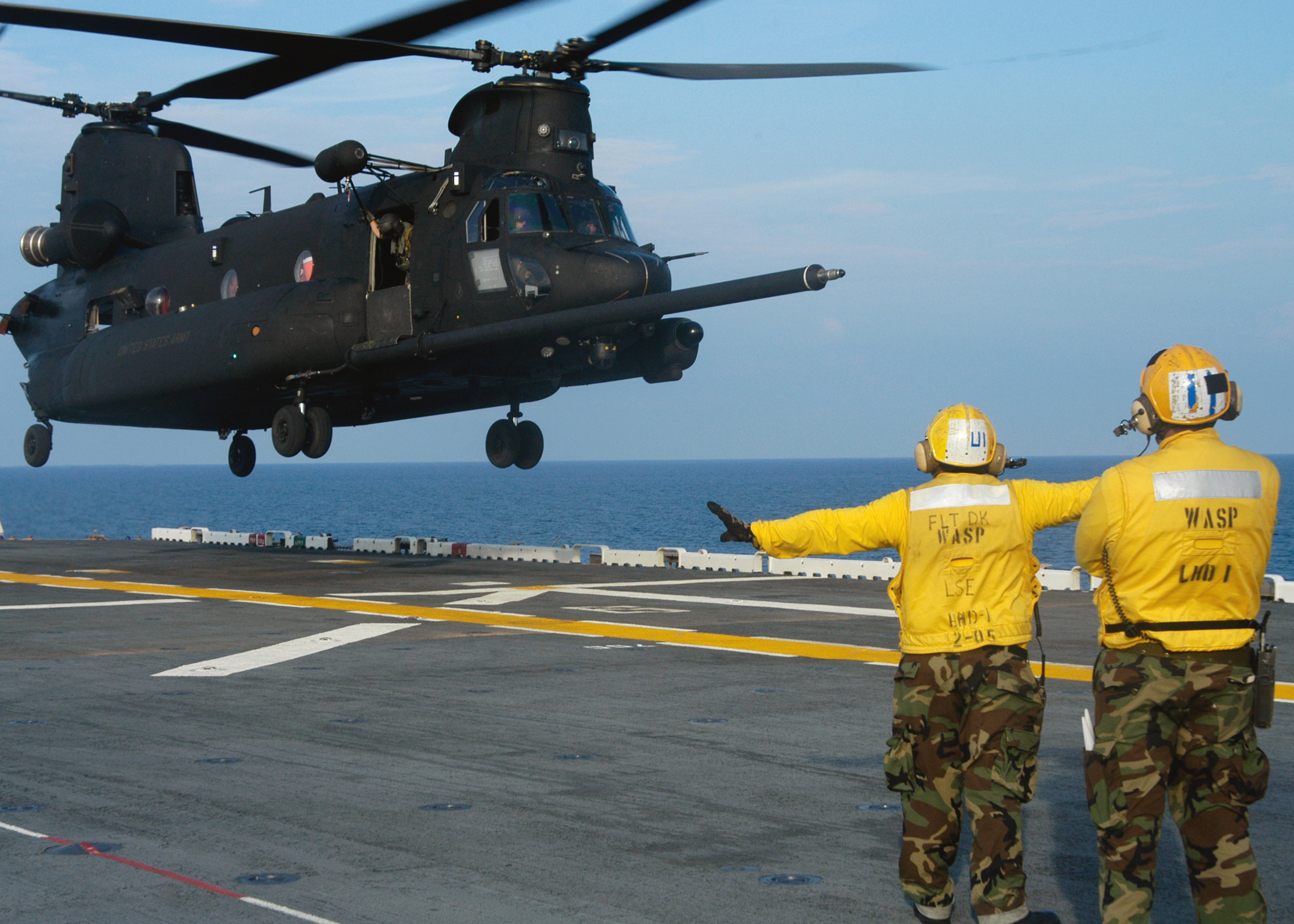
En MH-47 Chinook startar på Wasps flygdäck

Den 4 oktober 2009 skickades Wasp från sin bas vid Norfolk Naval Station i Virginia på en tre månader lång resa längs Atlantkusten till Västindien tillsammans med 40:e jagarskvadronen och med en marinkårsstyrka stationerad ombord. De 1 100 sjömännen och 365 embarkerade marinkårssoldaterna genomförde övningar i den fjärde flottans ansvarsområde. Operationen, som kallas Southern Partnership Station, är en del av en maritim strategi som fokuserar på att bygga upp interoperabilitet och samarbeten i regionen. I mitten av oktober 2009 ankrade Wasp vid Guantanamobasen på Kuba och landsatte fartygets marinsoldater.

### 2010-talet
I september 2007 seglade Wasp till Nicaragua för att hjälpa i räddningsarbetet efter orkanen Felix. Den 29 juni 2010 var Wasp ett av de 18 internationella fartyg som deltog i firandet av den kanadensiska flottans 100-årsjubileum i Halifax, Nova Scotia. De kanadensiska och internationella krigsfartygen visades upp för drottning Elizabeth II, hertigen av Edinburgh och premiärminister Stephen Harper. 2011 modifierades Wasp för F-35B-tester, bland annat genom att byta ut en Sea Sparrow-montering mot övervakningsutrustning. Den 3 oktober 2011 utförde en F-35B sin första vertikala landning till sjöss på Wasp den 3 oktober.
Den 30 januari 2012 deltog Wasp i Operation Bold Alligator, den största amfibieövningen som genomförts av amerikanska styrkor under de senaste tio åren. Övningen ägde rum från den 30 januari till den 12 februari, både till sjöss och på land i och runt Virginia och North Carolina. I maj 2012 deltog Wasp i New Yorks Fleet Week, lade till vid pir 92 på Hudsonfloden och erbjöd rundturer på fartyget för allmänheten. Den 11 juli 2012 besökte Wasp Boston för Fleet Week 2012 och firandet av självständighetsdagen den fjärde juli. Den 30 oktober 2012 skickades Wasp till området som drabbades av orkanen Sandy i händelse av att flottan skulle behövas för att stödja katastrofhjälpen. I juni 2016 skickades Wasp på en sex månaders utplacering i Mellanöstern. I oktober 2016 meddelade den amerikanska flottan att Wasp kommer att skickas till Sasebo i Japan i slutet av 2017 för att ersätta sitt systerfartyg Bonhomme Richard, som skulle flyttas till San Diego i Kalifornien. Den 1 augusti 2016 inledde marinkårens AV-8B Harriers ombord på Wasp attacker mot Islamiska staten nära Sirt i Libyen.
Flottan planerade att placera Wasp i Asien-Stillahavsregionen under 2017 med en skvadron på 16 F-35B. I september 2017 blev Wasp det första amerikanska krigsfartyget som anlände till Karibien för att tillhandahålla förnödenheter, skadebedömning och evakueringshjälp i kölvattnet av orkanen Irma. Den 3 mars 2018 skickades Wasp från Sasebo i Japan för en rutinpatrullering i Indo-Stillahavsregionen. Ett detachement med 6 F-35B från VMFA-121-skvadronen var utplacerad med fartyget, vilket markerade den första operativa utplaceringen ombord på fartyg för flygplanet.